# 황규석
황규석 (1994년 10월 2일 ~ )은 대한민국의 스타크래프트 II 프로게이머이다. 아이디는 Keen이며, 종족은 테란이다.
2010년 하반기 드래프트에서 하이트 스파키즈의 추천선수로 입단하였다.
2011년 스타크래프트2로 전향, MVP에 입단하였다.
2014년 8월 1일부로 MVP와 결별하였다.
2015년 1월 4일 Invasion eSport에 입단하였으며 2월 23일 팀을 떠났다.
2015년 2월 23일 Prime 입단을 발표했다.
2015년 10월 18일 프라임과의 결별을 공식 발표했다.
2015년 11월 25일 스베누 입단을 공식 발표했다.
2016년 1월 23일 아프리카TV의 스베누 스타크래프트 II 게임단 인수로 인하여 아프리카 프릭스 소속이 되었다.

## 주요 경력
- 2011년 LG 시네마 3D, 인텔코리아 글로벌 스타크래프트 II 리그 May Code A 4강
- 2011년 LG 시네마 3D, 인텔코리아 슈퍼 토너먼트 32강
- 2011년 PEPSI 글로벌 스타크래프트 II 리그 July Code S 32강
- 2011년 PEPSI 글로벌 스타크래프트 II 리그 Aug. Code S 8강
- 2011년 소니 에릭슨 글로벌 스타크래프트 II 리그 Oct. Code S 32강
- 2011년 소니 에릭슨 글로벌 스타크래프트 II 리그 Nov. Code A 12강
- 2012년 핫식스 2012 글로벌 스타크래프트 II 리그 시즌 1 Code S 32강
- 2012년 핫식스 2012 글로벌 스타크래프트 II 리그 시즌 2 Code A 12강
- 2012년 무슈제이 2012 글로벌 스타크래프트 II 리그 시즌 3 Code S 16강
- 2012년 핫식스 2012 글로벌 스타크래프트 II 리그 시즌 4 Code A 32강
- 2012년 핫식스 2012 글로벌 스타크래프트 II 리그 시즌 5 Code S 32강
- 2012년 TeamLiquid StarLeague Season 4 3위
- 2012년 WCG 2012 스타크래프트 II 부문 한국 대표 선발전 4위
- 2013년 핫식스 2013 글로벌 스타크래프트 II 리그 시즌 1 Code S 32강
- 2013년 2013 WCS 코리아 시즌 1 망고식스 글로벌 스타크래프트 II 리그 Code S 32강
- 2013년 2013 WCS Korea Season 1 챌린저리그 32강
- 2013년 2013 WCS 코리아 시즌 2 옥션 올킬 스타리그 32강
- 2013년 2013 WCS 코리아 시즌 2 챌린저리그 24강
- 2013년 2013 WCS 코리아 시즌 3 조군샵 글로벌 스타크래프트 II 리그 16강
- 2013년 2013 WCS 코리아 시즌 3 챌린저리그 12강
- 2014년 2014 WCS 코리아 시즌 1 핫식스 글로벌 스타크래프트 II 리그 코드 A 48강
- 2014년 2014 MLG Anaheim 16강
- 2015년 2015 핫식스 글로벌 스타크래프트 II 리그 시즌 3 코드 A 48강
- 2015년 ASUS ROG Summer 2015 8강
- 2015년 Gfinity Summer Masters II 우승 (vs 3:1 MarineLorD)
- 2016년 2016 핫식스 글로벌 스타크래프트 II 리그 시즌 1 코드 A 60강
- 2017년 2017 핫식스 글로벌 스타크래프트 II 리그 시즌 1 코드 S 16강
- 2017년 2017 핫식스 글로벌 스타크래프트 II 리그 시즌 2 코드 S 32강
- 2017년 2017 핫식스 글로벌 스타크래프트 II 리그 시즌 3 코드 S 32강
- 2018년 2018 글로벌 스타크래프트 II 리그 시즌 1 코드 S 32강
- 2018년 2018 글로벌 스타크래프트 II 리그 시즌 2 코드 S 32강
- 2018년 2018 글로벌 스타크래프트 II 리그 시즌 3 코드 S 16강
- 2018년 2018 GSL Super Tournament 시즌2 16강
- 2019년 2019 마운틴듀 글로벌 스타크래프트 II 리그 시즌 2 코드 S 32강
- 2019년 2019 마운틴듀 글로벌 스타크래프트 II 리그 시즌 3 코드 S 8강